# 絲尾鱨
絲尾鱨，為輻鰭魚綱鯰形目鱨科的其中一種，為熱帶淡水魚類，分布於南美洲阿根廷淡水流域，棲息在底層水域，生活習性不明。